# دندان‌درد (فیلم)
دندان‌درد فیلم کوتاهی به کارگردانی عباس کیارستمی و نویسندگی داریوش دیانتی است که در سال ۱۳۵۹ خورشیدی تولید شد.

## داستان
محمدرضا معمولاً دندان‌هایش را مسواک نمی‌زند. در نتیجه دندان‌درد گرفته و مجبور می‌شود که به دکتر برود. دکتر دربارهٔ دندان راه‌های سالم نگهداشتن آن و چگونگی مسواک زدن صحبت می‌کند.